# Force athlétique
 (décembre 2009).
Si vous disposez d'ouvrages ou d'articles de référence ou si vous connaissez des sites web de qualité traitant du thème abordé ici, merci de compléter l'article en donnant les références utiles à sa vérifiabilité et en les liant à la section « Notes et références ».
 (février 2019).
- Si vous ne connaissez pas le sujet, laissez ce bandeau (vous pouvez alors contacter les auteurs).
- Si vous supprimez le contenu mis en cause (vous pouvez préalablement contacter les auteurs),

argumentez précisément cette suppression dans la page de discussion
(un manque de référence n'est pas un argument ; une recherche réelle de référence doit avoir été effectuée, être formellement documentée).
La force athlétique (en anglais : powerlifting) est un sport de force. Elle consiste comme l'haltérophilie à lever des barres, mais elle s'en distingue par ses mouvements techniquement plus basiques, où les charges sont plus lourdes et où l'amplitude est plus réduite. Ce sport est appelé dynamophilie au Québec.

## Historique
L'idée de la force athlétique trouve ses origines en Grèce antique. À cette époque, le soulevé de pierres servait aux hommes à prouver leur virilité. L'haltérophilie intègre officiellement les jeux Olympiques en 1896. La force athlétique n'a quant à elle divergé que récemment[Quand ?] de l'haltérophilie. Le soulevé de terre est un mouvement ancien, mais la flexion sur jambes ne date que des années 1930 et le développé couché de l'après-guerre. Peu à peu des compétitions sont apparues aux États-Unis, mais les premières compétitions internationales officielles datent du début des années 1970. Dans le même temps l'haltérophilie s'est concentrée sur les deux mouvements olympiques (arraché et épaulé-jeté), et les deux sports sont désormais distincts.
La force athlétique dépend d'ailleurs d'une autre fédération : la Fédération internationale de force athlétique (en anglais : International Powerlifting Federation, IPF) et  World Drug-Free Powerlifting Federation (WDFPF).

### France
Sous l'influence de Serge Nubret, la force athlétique en France est reconnue lors des championnats du Monde 1980, à Arlington, Texas, auxquels participent deux athlètes français : Philippe Datteny et Jean-Pierre Brulois. Depuis, Jean-Pierre Brulois devient le premier Français champion du monde en 1990, ainsi que le premier à réaliser plus de 400 kg en flexion sur jambes.
En 2015, Sofiane Belkesir devient champion du monde de force athlétique et également le Français le plus fort de tous les temps de cette discipline en réalisant un total athlétique de 1 012,5 kg ainsi qu'un indice de 605,6 (wilks).
La force athlétique est gérée officiellement par la Fédération française de force depuis le 1er décembre 2015. Cette fédération, née de la scission de la Fédération française d’haltérophilie, musculation, force athlétique et culturisme, est créée le 17 janvier 2015 sous l'impulsion de Stéphane Hatot. Elle démarre ses activités le 1er septembre 2015, est reconnue par le ministère de la Ville, de la Jeunesse et des Sports par décret du 1er décembre 2015 (publication au journal officiel du 4 décembre 2015). Elle devient membre du Comité national olympique et sportif français lors de l’Assemblée générale ordinaire du 26 mai 2016 et elle obtient la délégation du ministère de la Ville, de la Jeunesse et des Sports par arrêté du 31 décembre 2016 (publication au journal officiel du 11 janvier 2017) pour la force athlétique et le développé couché.

## Mouvements
- Flexion sur jambes (en anglais : squat) : ce mouvement consiste à descendre en position accroupie (jusqu'à ce que le creux de la hanche soit plus bas que le haut du genou) et à se relever, une barre reposant sur l'arrière des épaules.
- Développé couché (en anglais : bench press) : l'athlète est en position allongée. Il tient la barre, bras tendus au-dessus de la poitrine, l'amène au contact de la poitrine et la relève (après une pause d'1 ou 2 secondes).
- Soulevé de terre (en anglais : deadlift) : l'athlète saisit la barre au sol et la soulève jusqu'à ce qu'il soit complètement debout, la barre restant au niveau des hanches.

## Classifications
Il y a plusieurs classifications qui déterminent le niveau d’un athlète. Typiquement, ces classes sont « Elite » (Élite) , « Master » (Maître) et Classe I – IV. La classe dite « Élite » se traduit généralement par le 1er rang centile (ou « top 1 % » en anglais) des compétiteurs, quoiqu’il s’agisse d’un standard unique à chaque fédération selon leurs méthodes de classification. Parmi ces standards de classification, nous retrouvons entre autres les associations suivantes qui présentent chacune son système de classification, telles que la United States Powerlifting Association, la «IPF/USAPL (équipement dit "single-ply") classifications», la « APF (équipement dit "multi-ply") classifications » et la « Anti-Drug Athletes United (ADAU, sans équipement ou "raw" en anglais) classifications ».
Pour ce qui est de la IPF, il faut aussi faire la distinction entre la classification « Master » et la division d’âge de la même appellation, qui englobe les athlètes de 40 ans et plus.
D’autre part, les ex-pays de l’Union soviétique utilisent un système de classification entièrement différent. La charte de classification russe (« Russian Classification Chart ») mesure le niveau d’un athlète en fonction de son total (cumul des meilleurs résultats des trois mouvements) et de son poids, sans tenir compte de l’âge.

## Déroulement des compétitions
La compétition commence par la pesée des athlètes. L'athlète se pèse en sous-vêtement ou nu si le poids affiché ne lui convient pas. Un athlète peut se peser plusieurs fois. Lors des compétitions comme les départementales, régionales... le poids de chaque barre de départ est donné après pesage.
L'ordre des athlètes est donné en fonction du poids de la barre à venir. Cela commence par la barre la plus légère et se finit par la barre la plus lourde. Mais contrairement à l'haltérophilie, tous les athlètes passent leur premier essai avant de commencer leur deuxième essai puis leur troisième. Après l'essai de l'athlète, son entraineur a 1 minute pour donner le poids suivant. En cas de succès, il peut augmenter son poids de 2,5 ; 5 ; 7,5 ; 10 kg ou plus. En cas d'échec, l'athlète peut demander de refaire la barre au même poids ou d'en augmenter le poids. En aucun cas il ne peut baisser le poids de sa barre. Si un athlète ne réussit aucun des trois essais sur un mouvement (appelé une bulle dans le jargon), il est éliminé de la compétition.
Un athlète peut passer une quatrième fois si sa barre dépasse le record dans le niveau de la compétition joué. Par exemple, si lors de championnats régionaux un athlète veut tenter une quatrième barre dans l'un des trois mouvements, sa barre doit être plus lourde que le record régional dans ce mouvement. Il y a une exception pour les tentatives de records. Ces derniers peuvent être battus à partir de 500 grammes au-dessus (si un record est à 162,5 kg, il peut être battu par un record à 163 kg).
À la fin de la compétition, la somme des meilleures barres sur les trois mouvements est faite pour chaque compétiteur qui détermine le classement final par catégorie de poids et par sexe. En cas d'égalité, le compétiteur le plus léger remporte la victoire. S'il y a égalité, une autre pesée est faite pour déterminer le (la) gagnant(e).
Un classement par l'indice est aussi fait. Il donne un chiffre voisin de 1. Cet indice permet de faire un classement entre tous les athlètes, quelle que soit la catégorie de poids, pour récompenser le "champion des champions" lors d'une compétition.

## Équipements
Des barres d'acier de 20 kg sont utilisées, comme en haltérophilie, la seule différence notable étant une rigidité supérieure afin de supporter des charges très lourdes sans flexion excessive.
Les disques suivent le même code de couleur (10 kg : vert, 15 kg : jaune, 20 kg : bleu, 25 kg : rouge).
L'équipement de l'athlète est par contre très spécifique : des maillots élastiques et très rigides maintiennent l'athlète, évitent les blessures et améliorent les performances. De même, les genoux de l'athlète sont maintenus avec des bandes élastiques très serrées pour la flexion de jambes. Enfin le port d'une ceinture de cuir assure une compression abdominale parfaite et un léger maintien des lombaires. La pratique sans équipement est qualifiée de « raw ».
Les fédérations incluant la pratique "raw" autorisent - en dépit de l'appellation - les genouillères, les ceintures de force et les bandes de poignets sous certaines conditions.Globalement, les athlètes sont moins aidés par leur équipement au cours des mouvements dans les catégories "raw" que dans les catégories équipées.